# Luxemburgo en los Juegos Paralímpicos de Toronto 1976
Luxemburgo estuvo representado en los Juegos Paralímpicos de Toronto 1976 por tres deportistas, dos hombres y una mujer. El equipo paralímpico luxemburgués no obtuvo ninguna medalla en estos Juegos.